# Aivaras Abromavičius
Aivaras Abromavičius, ukr. Айварас Абромавічус, trb. Ajwaras Abromawiczus (ur. 21 stycznia 1976 w Wilnie) – litewski finansista i menedżer, posiadający również obywatelstwo ukraińskie, w latach 2014–2016 minister rozwoju gospodarczego i handlu Ukrainy.

## Życiorys
Aivaras Abromavičius urodził się w 1976 w Wilnie. W 1988 z litewską młodzieżową drużyną republikańską zdobył mistrzostwo ZSRR w koszykówce wśród dzieci. W pierwszej połowie lat 90. wyjechał do Estonii, podjął tam studia na estońskim kampusie Concordia University Wisconsin. Następnie kształcił się na tej samej uczelni w Stanach Zjednoczonych. Uzyskał licencjat z biznesu międzynarodowego. Na trzecim roku studiów podjął pracę w banku Hansabank (przejętym później przez Swedbank), od 1998 kierował jego departamentem papierów wartościowych. W 1999 przeniósł się do Szwecji, od 2002 pracował na menedżerskich i dyrektorskich stanowiskach w funduszu inwestycyjnym East Capital. Od 2005 zatrudniony w Moskwie. Począwszy od 2008 pracował w Kijowie, gdzie kierował regionalnym biurem swojego przedsiębiorstwa.
2 grudnia 2014 prezydent Petro Poroszenko nadał mu obywatelstwo ukraińskie. Tego samego dnia Aivaras Abromavičius objął funkcję ministra rozwoju gospodarczego i handlu z ramienia Bloku Petra Poroszenki. Zapowiedział walkę z korupcją, deregulację i poprawę klimatu dla inwestorów. 3 lutego 2016 podał się do dymisji wraz z trzema współpracownikami, jako powód wskazując hamowanie reform antykorupcyjnych i naciski na resort z otoczenia prezydenta. Od dłuższego czasu był krytykowany za kładzenie nacisku na prywatyzację i konsolidację państwowych podmiotów, przez co określany był „likwidatorem”. Po jego dymisji ambasadorowie USA, Niemiec, Francji, Wielkiej Brytanii, Szwecji, Kanady i czterech innych państw wystosowali list, w którym wyrazili rozczarowanie dymisją ministra.
W 2019 został doradcą Wołodymyra Zełenskiego w jego kampanii prezydenckiej. Po jego zwycięstwie objął stanowisko przewodniczącego rady nadzorczej państwowego koncernu obronnego Ukroboronprom.